# 克爾兹伊斯茨托夫·伊格納兹扎克

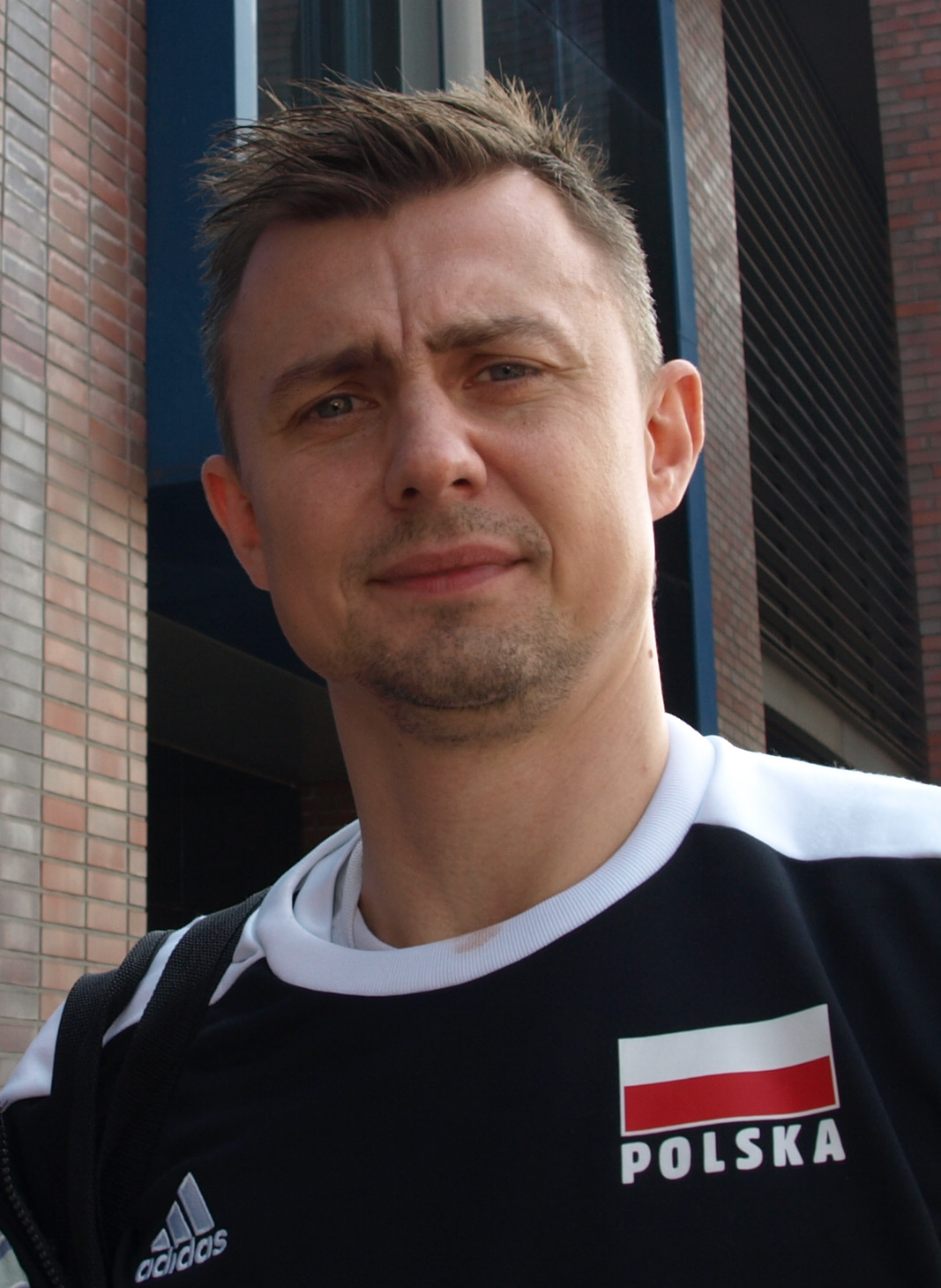
克爾兹伊斯茨托夫·伊格納兹扎克

克爾兹伊斯茨托夫·伊格納兹扎克（波蘭語：Krzysztof Ignaczak；1978年5月15日—）是一位波蘭排球運動員。他也代表波蘭國家排球隊參賽。在2009年他代表波蘭奪得排球歐錦賽的金牌。他也參加了2014年世界排球錦標賽，並為波蘭獲得了世錦賽金牌。